# Bruno Nicolè
Bruno Nicolè (ur. 24 lutego 1940 w Padwie, zm. 26 listopada 2019 w Pordenone) – włoski piłkarz grający na pozycji środkowego napastnika.

## Kariera klubowa
Nicolè urodził się w Padwie i tam też rozpoczął piłkarską karierę w Padova Calcio. W 1956 roku zadebiutował w Serie A w wieku zaledwie 16 lat. Już w swoim pierwszym sezonie zdobył premierowego gola w ekstraklasie, w wygranym 2:0 spotkaniu z Genoą. W 1957 roku przeszedł do Juventusu, z którym zdobył mistrzostwo Włoch. Był wówczas rezerwowym dla Johna Charlesa, Omara Sivoriego i Giampiera Bonipertiego. W sezonie 1958/1959 zdobył Puchar Włoch, a jako rezerwowy zdobył 11 goli. W sezonie 1959/1960 częściej grał w pierwszym składzie i zakończył go z dorobkiem 13 trafień przyczyniając się tym samym do zdobycia swojego drugiego w karierze mistrzostwa kraju. Wywalczył także swój drugi krajowy puchar. W 1961 roku trzeci raz zajął 1. miejsce z „Juve”, a jego dorobek to 13 goli. W kolejnych dwóch sezonach Bruno spisywał się mniej skutecznie i grał w mniejszej liczbie meczów.
W 1964 Nicolè roku przeszedł do zespołu AC Mantova, jednak na koniec sezonu spadł z nim do Serie B. Sezon 1964/1965 spędził w AS Roma, gdzie był czwartym w hierarchii napastnikiem. Jeszcze przed rozpoczęciem sezonu przyczynił się do zdobycia pierwszego Pucharu Włoch w historii klubu, gdy zdobył jedynego gola w finale z Torino Calcio. W sezonie 1965/1966 reprezentował barwy Sampdorii, a ostatnie półtora roku lata kariery (1966–1967) spędził w drugoligowej Alessandrii.
| Sezon   | Klub                  | Kraj   | Rozgrywki         | Mecze | Bramki |
| ------- | --------------------- | ------ | ----------------- | ----- | ------ |
| 1956/57 | Padova Calcio         | Włochy | Serie A           | 12    | 2      |
| 1957/58 | Juventus F.C.         | Włochy | Serie A           | 21    | 1      |
| 1958/59 | Juventus F.C.         | Włochy | Serie A           | 21    | 13     |
| 1959/60 | Juventus F.C.         | Włochy | Serie A           | 31    | 11     |
| 1960/61 | Juventus F.C.         | Włochy | Serie A           | 29    | 13     |
| 1961/62 | Juventus F.C.         | Włochy | Serie A           | 27    | 8      |
| 1962/63 | Juventus F.C.         | Włochy | Serie A           | 12    | 1      |
| 1963/64 | AC Mantova            | Włochy | Serie A           | 19    | 2      |
| 1964/65 | AS Roma               | Włochy | Serie A           | 13    | 2      |
| 1965/66 | UC Sampdoria          | Włochy | Serie A           | 8     | 0      |
| 1965/66 | US Alessandria Calcio | Włochy | Serie B           | ?     | ?      |
| 1966/67 | US Alessandria Calcio | Włochy | Serie B           | ?     | ?      |
|         |                       |        | Łącznie w Serie A | 193   | 52     |

## Kariera reprezentacyjna
W reprezentacji Włoch Nicolè zadebiutował 9 listopada 1958 roku w zremisowanym 2:2 meczu z Francją. Liczył sobie wówczas 18 lat i już w debiucie zdobył gola. W kadrze narodowej zaliczył 8 spotkań i zdobył 2 gole.